# 4 فبراير
- السبت
- الأحد
- الاثنين
- الثلاثاء
- الأربعاء
- الخميس
- الجمعة

- 12 شعبان 1446  هـ
- 23 شعبان 1446  هـ
- 34 شعبان 1446  هـ
- 45 شعبان 1446  هـ
- 56 شعبان 1446  هـ
- 67 شعبان 1446  هـ
- 78 شعبان 1446  هـ
- 89 شعبان 1446  هـ
- 910 شعبان 1446  هـ
- 1011 شعبان 1446  هـ
- 1112 شعبان 1446  هـ
- 1213 شعبان 1446  هـ
- 1314 شعبان 1446  هـ
- 1415 شعبان 1446  هـ
- 1516 شعبان 1446  هـ
- 1617 شعبان 1446  هـ
- 1718 شعبان 1446  هـ
- 1819 شعبان 1446  هـ
- 1920 شعبان 1446  هـ
- 2021 شعبان 1446  هـ
- 2122 شعبان 1446  هـ
- 2223 شعبان 1446  هـ
- 2324 شعبان 1446  هـ
- 2425 شعبان 1446  هـ
- 2526 شعبان 1446  هـ
- 2627 شعبان 1446  هـ
- 2728 شعبان 1446  هـ
- 2829 شعبان 1446  هـ

4 فبراير أو 4 شُباط أو يوم 4 \ 2 (اليوم الرابع من الشهر الثاني) هو اليوم الخامس والثلاثون (35) من السنة وفقًا للتقويم الميلادي الغربي (الغريغوري). يبقى بعده 330 يومًا لانتهاء السنة، أو 331 يومًا في السنوات الكبيسة.

## أحداث
- 1783 - زلزال في قلورية في إيطاليا يؤدي إلى مقتل 50000 شخص.
- 1789 - انتخاب جورج واشنطن رئيسًا للولايات المتحدة الأمريكية.
- 1792 - إعادة انتخاب الرئيس الأمريكي جورج واشنطن رئيسًا للولايات المتحدة لدورة ثانية.
- 1859 - العثور على المخطوطة السينائية (بالإنجليزية: Codex Sinaiticus)‏ في دير سانت كاترين، وهي أقدم نسخة من الإنجيل بعهديه الحديث ومعظم القديم ويعتقد أنها واحدة من 50 نسخة أمر الإمبراطور قسطنطين الأول بكتابتها.
- 1861 - إعلان عن إنشاء الولايات الكونفدرالية الأمريكية في مونتغومري بألاباما بين ست ولايات منشقة عن الولايات المتحدة وذلك أثناء الحرب الأهلية الأمريكية.
- 1899 - بداية الحرب الفليبينية الأمريكية.
- 1902 - جمعية الاتحاد والترقي تعقد مؤتمرًا في باريس بعنوان «مؤتمر أحرار العثمانية» جمع فيه المعارضين للسلطان عبد الحميد الثاني، واتخذ المؤتمر عدة قرارات منها أن تؤسس في الدولة العثمانية إدارات محلية مستقلة على أساس القوميات.
- 1915 - ألمانيا تفرض حصارًا بالغواصات حول المملكة المتحدة وتعلن استهداف أي سفينة بالقرب منها وذلك في الحرب العالمية الأولى.
- 1936 - إنتاج أول عنصر مشع بطريقة صناعية الراديوم.
- 1942 - الجيش البريطاني يحاصر الملك فاروق في قصر عابدين ويخيره إمّا أن يكلف زعيم حزب الوفد مصطفى النحاس بتشكيل الحكومة أو أن يتنازل عن العرش، وانتهى الحصار بتنفيذ الملك فاروق لشروط الإنجليز.
- 1945 - افتتاح مؤتمر يالطا الذي جمع بين القادة المنتنصرين في الحرب العالمية الثانية جوزيف ستالين وفرانكلين روزفلت وونستون تشرشل وذلك لتحديد كيفية استسلام ألمانيا وتأسيس منظمة الأمم المتحدة.
- 1952 - القوات الفرنسية تحاصر قصر ملك المغرب محمد الخامس وتجبره على إتخاذ بعض القرارات منها عزل بعض أعضاء ديوانه وعزل رئيس جامعة القرويين في فاس.
- 1957 - بدأ عملية إزالة سور الكويت الذي يحيط بمدينة الكويت وذلك بهدف إفساح المجال أمام امتداد العمران مع الإبقاء على بواباته الخمس كمعلم تاريخي وسياحي.
- 1965 - زلزال في ألاسكا بقوة 8.7 على مقياس ريختر، وهو أحد أكبر الزلازل في العالم وأحد أضخم الزلازل في الولايات المتحدة.
- 1975 - زلزال في شمال شرق الصين بقوة 7.4 على مقياس ريختر يؤدي إلى وفاة 10000 شخص ووقوع أضرار ضخمة في منطقة ينقوكو هايشنج.
- 1976 - زلزال بشمال شرق مدينة غواتيمالا في غواتيمالا بقوة 7.5 على مقياس ريختر يؤدي إلى وفاة أكثر من 23000 شخص.
- 1977 - انتفاضة للشيعة في العراق بسبب منعهم من إحياء ذكرى الأربعين
- 1980 - أبو الحسن بني صدر ينصّب رئيسًا لإيران بعد إنتخابات في يناير 1980 حصد فيها حوالي 78.9% من الأصوات.
- 1997 - زلزال في منطقة حدود تركمانستان وإيران بقوة 6.8 على مقياس ريختر يؤدي إلى وفاة 88 شخص تقريبًا وإصابة 2000 وتدمير العديد من المنازل بالجانبين.
- 1998 - زلزال في منطقة حدود أفغانستان وطاجيكستان بقوة 6.1 على مقياس ريختر يؤدي إلى وفاة 2323 شخص على الأقل ووقوع 818 إصابة وتدمير 8094 منزل ونفوق ما يقارب 6725 رأس ماشية.
- 1999 - انتخاب الجنرال هوغو تشافيز رئيسًا لفنزويلا.
- 2003 - جمهورية يوغوسلافيا الإتحادية تغير اسمها رسميًا إلى جمهورية صربيا والجبل الأسود وتتخذ دستورًا جديدًا.
- 2004 - إطلاق موقع شبكة التواصل الإجتماعي فيسبوك.
- 2014 - استقالة بيل غيتس من منصبه كرئيس مجلس إدارة مجموعة مايكروسوفت.
- 2015 - مصرع ما لا يقل عن 35 شخصًا في حادث تحطم طائرة رحلة خطوط ترانس آسيا 235، وذلك بعد دقائق من إقلاعها من مطار تايبيه سونغشان في تايوان.
- 2018 - تتويج المنتخب المغربي ببطولة أمم إفريقيا للمحليين 2018 للمرة الأولى في تاريخه.
- 2020 - وفاة 41 شخصًا وإصابة 84 آخرين في انهيارين ثلجيين تتابعا ليومين متتاليين شرق مقاطعة وان في تركيا.
- 2021 - مقتل الكاتب والناشط السياسي اللبناني لقمان سليم بأربع رصاصات في الرأس وواحدة في الظهر في سيارته في منطقة العدوسية.
- 2023 - توتر في العلاقات الأمريكية الصينية بعد إسقاط الولايات المتحدة منطادًا صينيًّا زُعم أنه لأغراض التجسس.
- 2025 - مصرع أحد عشر شخصًا في إطلاق نارٍ عشوائيّ بمدرسة «رسبرجسكا» لتعليم الكبار بمدينة أوريبرو في السويد.

## مواليد
- 1524 - لويس دي كامويس، شاعر برتغالي.
- 1866 - أسد الله الزنجاني، فقيه ومؤلف مسلم عراقي إيراني.
- 1881 - هارولد ديكسون، سياسي ومؤرخ بريطاني عاش بالكويت.
- 1887 - سلامة موسى، أديب وكاتب مصري.
- 1897 - لودفيغ إيرهارت، مستشار ألمانيا الغربية.
- 1902 - تشارلز لندبرغ، مهندس طيار أمريكي وأول من عبر المحيط الأطلسي بطائرة.
- 1915 - نورمان ويزدوم، ممثل بريطاني.
- 1917 - عبد الرحمن بدوي، فيلسوف مصري.
- 1925 - سعد الدين وهبة، مؤلف مصري.
- 1928 - جمال حمدان، عالم جغرافيا مصري.
- 1935 - طالب الفراتي، ممثل عراقي.
- 1936 - محمود أبو زيد، ممثل مصري.
- 1939 - علاء الديب، كاتب وروائي مصري.
- 1943 - شويكار خليفة، كاتبة مصرية.
- 1944 - غينادي يفريوجيخين، لاعب كرة قدم سوفيتي.
- 1948 - رام باران ياداف، رئيس النيبال.
- 1951 - داريوش إقبالي، مغني إيراني.
- 1955 - سمر محمد، ممثلة عراقية.
- 1960 - عماد عبد الحليم، ملحن ومغني مصري.
- 1962 - لبنى بنت خالد القاسمي، أول وزيرة إماراتية.
- 1964 - أوليغ بروتاسوف، لاعب ومدرب كرة قدم أوكراني.
- 1970 - غابرييل أنور، ممثلة إنجليزية.
- 1971 - رشا البلوشي، ممثلة ومذيعة عُمانية.
- 1977 -
  - زينة، ممثلة مصرية.
  - حامد زيد، شاعر كويتي.
- 1978 - دانا غارسيا، ممثلة كولومبية.
- 1979 - إبراهيم صادقي، لاعب كرة قدم إيراني.
- 1984 -
  - بابلو ليديسما، لاعب كرة قدم أرجنتيني.
  - ماوريسيو بينيا، لاعب كرة قدم تشيلي.
- 1986 - جيفري جوردرين، لاعب كرة قدم فرنسي.
- 1988 - بوبكر مانسالي، لاعب كرة قدم سنغالي.

## وفيات
- 211 - سيبتيموس سيفيروس، الإمبراطور الروماني الحادي والعشرون.
- 1348 - شمس الدين الذهبي، أحد كبار المؤرخين المسلمين.
- 1774 - شارل ماري دو لا كوندامين جغرافي ورياضي فرنسي.
- 1894 - أدولف ساكس، مصمم آلات موسيقية بلجيكي.
- 1926 - محمد عاطف الإسكليبي ، كاتب وباحث تركي (مواليد 1875)
- 1928 - هندريك أنتون لورنتس، عالم فيزياء هولندي حاصل على جائزة نوبل في الفيزياء عام 1902.
- 1947 - حسين الطباطبائي القمي، فقيه إيراني.
- 1990 - مجدي وهبة، ممثل مصري.
- 1995 -
  - عبد الله الحاتم، أديب كويتي.
  - باتريشيا هايسميث، أديبة أمريكية.
- 2003 - بن يوسف بن خدة، سياسي جزائري.
- 2016 - راغب مُصطفى غلُّوش، شيخ مُقرئ مصري.
- 2020 - نادية لطفي، ممثلة مصرية.
- 2021 - لقمان سليم، كاتب وناشط سياسي لبناني.
- 2022 - جلال الشرقاوي، مخرج وممثل مصري.
- 2023 - شريف إسماعيل، سياسي مصري.
- 2024 - حازم حسني، عالم سياسة وناشط سياسي مصري.

## أعياد ومناسبات
- اليوم العالمي للسرطان.
- عيد الاستقلال في سريلانكا.
- اليوم الدولي للأخوة الإنسانية

## وصلات خارجية
- وكالة الأنباء القطريَّة: حدث في مثل هذا اليوم.
- النيويورك تايمز: حدث في مثل هذا اليوم.
- BBC: حدث في مثل هذا اليوم.